# 35 př. n. l.

## Události
- Hunové, původem z Dálného východu, se vydávají na pochod přes asijské stepi a pronikají do jižního Ruska

## Úmrtí
- Gaius Sallustius Crispus, římský politik a historik (* 86 př. n. l.)

## Hlavy států
- Parthská říše – Fraatés IV. (38 – 2 př. n. l.)
- Egypt – Ptolemaios XV. Kaisarion Filopatór Filométor (44 – 30 př. n. l.) + Kleopatra VII. (doba vlády 51 př. n. l. – 30 př. n. l.)[1][2]
- Čína – Juan-ti (dynastie Západní Chan)